# (204839) Suzhouyuanlin
(204839) Suzhouyuanlin est un astéroïde de la ceinture principale.

## Description
(204839) Suzhouyuanlin est un astéroïde de la ceinture principale. Il fut découvert le 16 août 2007 à XuYi par le programme de relevé astronomique d'objets géocroiseurs de l'observatoire de la Montagne Pourpre (PMO NEO). Il présente une orbite caractérisée par un demi-grand axe de 2,32 UA, une excentricité de 0,07 et une inclinaison de 6,9° par rapport à l'écliptique.

## Compléments